# Гарда, Юбер
Юбер Гарда (фр. Hubert Gardas, р.17 апреля 1957) — французский фехтовальщик-шпажист, олимпийский чемпион.

## Биография
Родился в 1957 году в Лионе. В 1980 году стал обладателем золотой медали Олимпийских игр в Москве в командном первенстве.